# Josep de Copertino
Josep de Copertino, al segle Giuseppe Maria Desa (Copertino, 17 de juny de 1603 - Osimo, 18 de setembre de 
1663) va ser un sacerdot italià, de l'Orde dels Frares Menors. Va ser proclamat sant per Climent XIII el 1767.

## Biografia

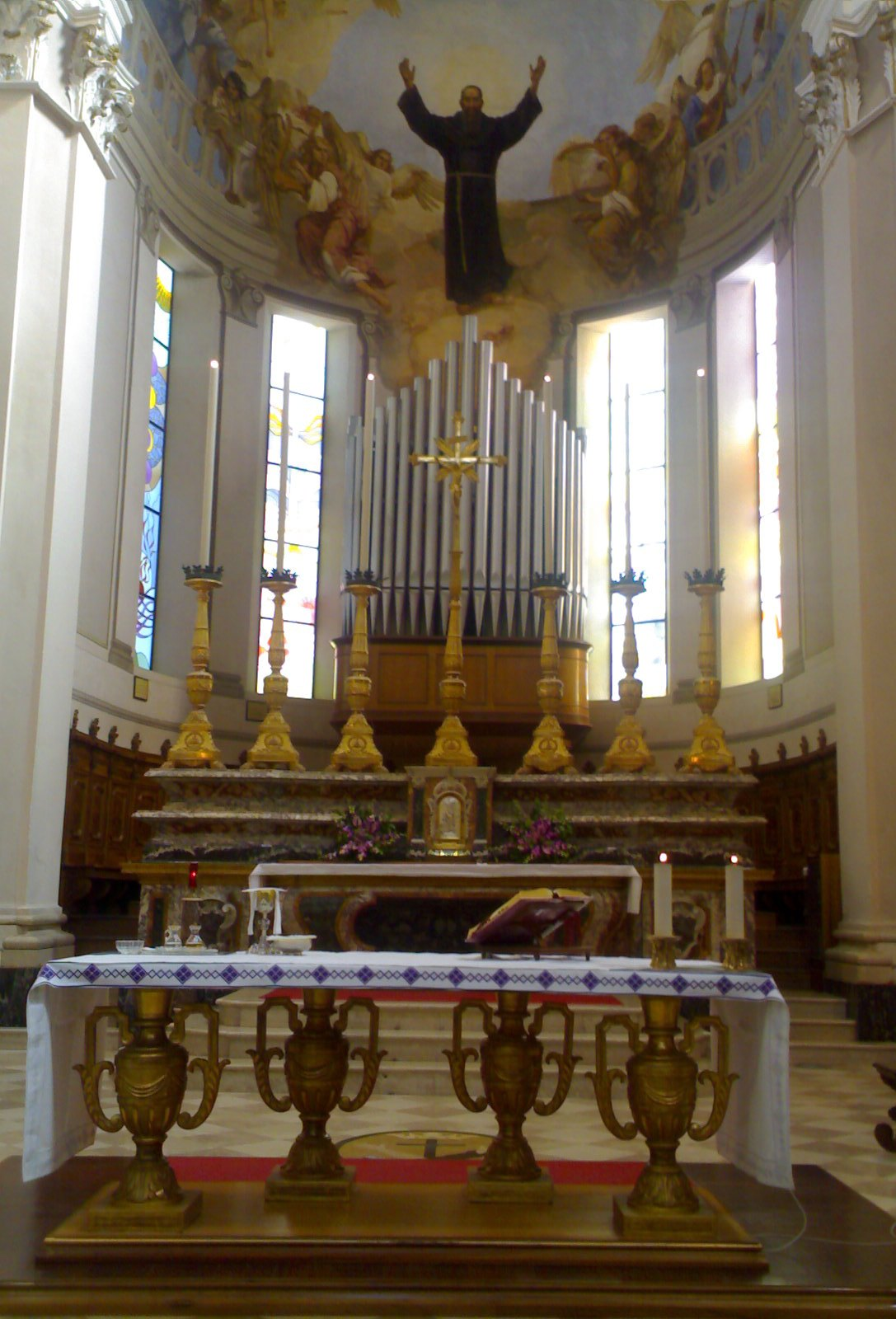
Santuari del sant a Osimo

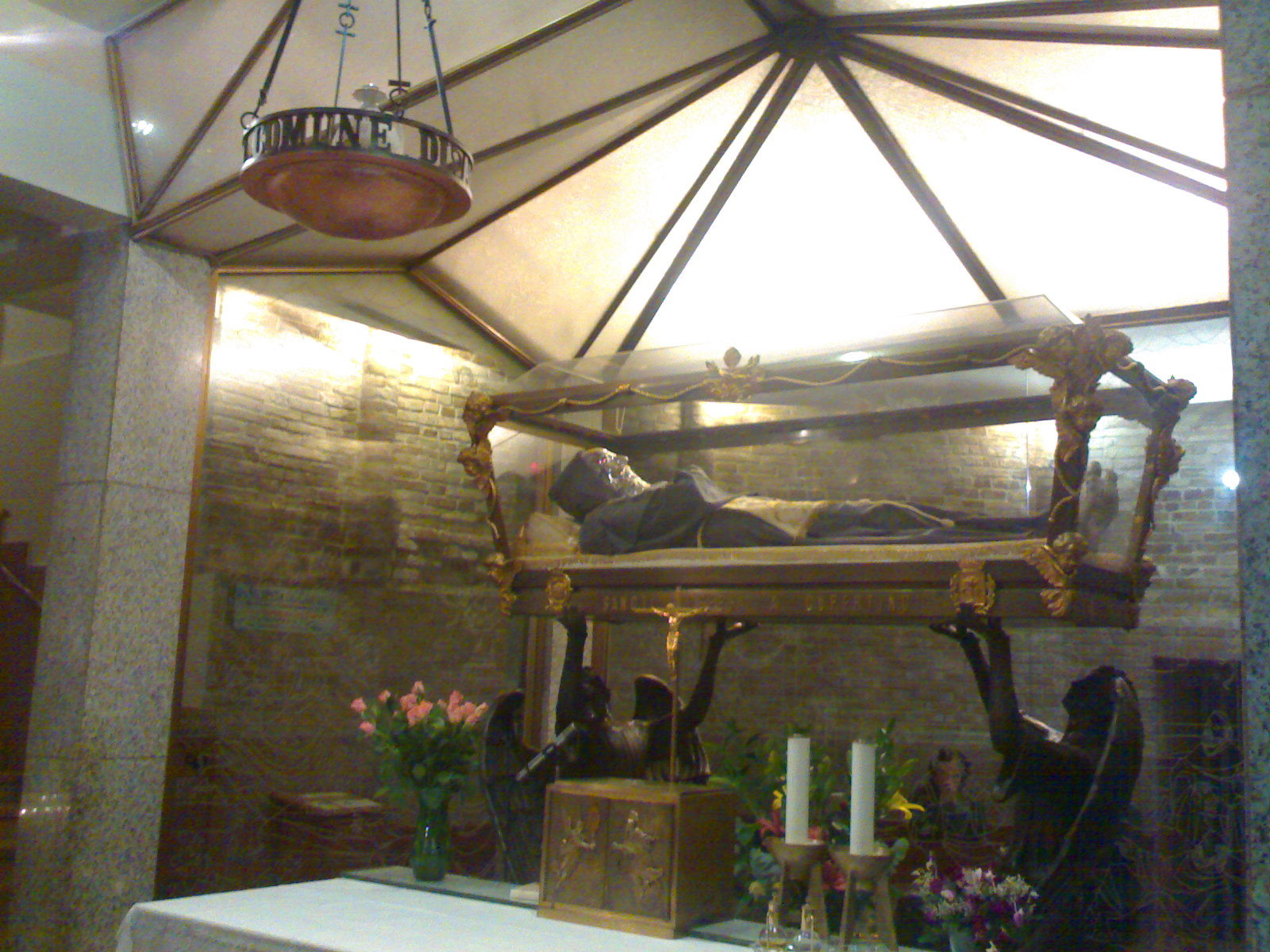
Cos de Sant Josep a Osimo

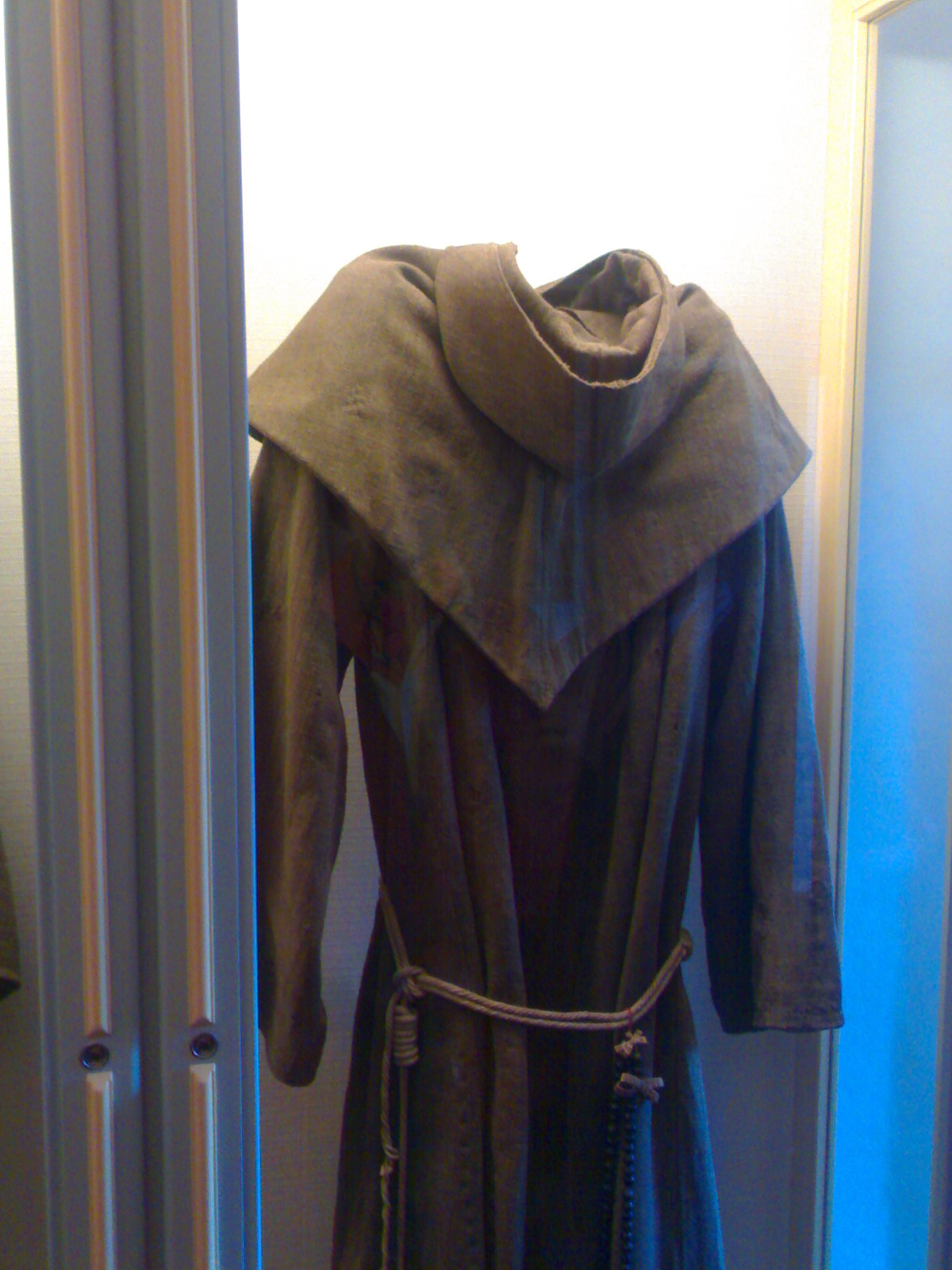
Saia del sant

Va néixer a Copertino, prop de Lecce, a una establia (encara conservada) el 17 de juny de 1603. Era fill de Felice Desa i Franceschina Panaca. Als set anys va començar a anar a escola, però la va haver d'abandonar per malaltia. No va guarir fins als quinze anys, i va atribuir-se el guariment a la Mare de Déu de la Gràcia de Galatone (Lecce). Durant la malaltia, Josep havia pensat a fer-se sacerdot franciscà, però li mancava l'educació requerida. Va començar a estudiar intensament i va superar els exàmens d'ingrés al seminari: el 18 de març de 1628 va ser ordenat sacerdot a Poggiardo. Per aquest fet és invocat pels estudiants com a protector.
Durant 17 anys va viure al Santuari de la Madonna della Grottella a Copertino, de qui era molt devot: li deia "la Mamma Mia".
A causa dels miracles que se li atribuïen, va ser processat pel Sant Ofici. Va marxar a Assís (1639-1653) i traslladat després a Pietrarubbia i Fossombrone (Pesaro 1653-1657), convents eremitoris aïllats dels frares caputxins. El 9 de juliol de 1657 tornà amb els seus germans d'orde i va ser destinat a Osimo, on va morir. El seu cos s'hi conserva, en una urna de bronze i vidre.

## Culte
Beatificat per Benet XIV el 24 de febrer de 1753, va ser proclamat sant per Climent XIII el 16 de juliol de 1767.
Era anomenat el sant volador pels episodis de levitació que tenia mentre era en èxtasi i que van provocar el procés del Sant Ofici, per abús de la credulitat del poble, tot i que va quedar absolt. També és invocat pels estudiants a causa del seu esforç en l'estudi per a poder passar l'examen d'ingrés al seminari.